# 범화초등학교
범화초등학교는 대한민국 충청북도 영동군 학산면 용화양강로 1480 (범화리)에 있었던 공립 초등학교이다.

## 연혁
- 1935년 8월 3일 용화공립보통학교 부설 범화간이학교 개교(설립인가 7월 5일)
- 1941년 4월 1일 범화공립국민학교 개칭
- 1985년 3월 1일 병설유치원 인가
- 1996년 3월 1일 범화초등학교 개칭
- 1999년 9월 1일 학산초등학교로 통합